# La Ferme des animaux (film, 1954)
Pour les articles homonymes, voir La Ferme des animaux (homonymie).
 (octobre 2018).
Si vous disposez d'ouvrages ou d'articles de référence ou si vous connaissez des sites web de qualité traitant du thème abordé ici, merci de compléter l'article en donnant les références utiles à sa vérifiabilité et en les liant à la section « Notes et références ».
Pour plus de détails, voir Fiche technique et Distribution.
La Ferme des animaux (Animal Farm) est un long métrage d'animation britannique du couple John Halas et Joy Batchelor, sorti en 1954. 
C'est une adaptation du roman satirique du même nom, La Ferme des animaux (1945) de George Orwell, commandé et financé en grande partie par la Central Intelligence Agency (services de renseignement des États-Unis), à des fins de propagande dans le cadre de l'opération Mockingbird,,,. Dans le contexte de la Guerre froide, la fin de l'histoire a en effet été modifiée afin de focaliser la corruption sur les animaux représentant le communisme (les cochons) alors que celle touchant les représentants du capitalisme (les humains) a été éliminée,,,,. Diffusé en France seulement à partir de 1993 en raison de son caractère anticommuniste, le film est ressorti sous une version restaurée en 2017.
L'affiche promotionnelle du film a pour slogan « You'll laugh!... and cry a little » (litt. « Vous rirez beaucoup et vous pleurerez un peu » en français).

## Synopsis
Le narrateur dit que « dans ce monde qui n'est pas le meilleur des mondes mais qui est le nôtre », le printemps est revenu. Mais que ses sortilèges ne peuvent voiler la misère qui règne désormais à la Ferme du manoir, une ferme autrefois florissante et prospère, qui est tombée bien bas depuis que son propriétaire, M. Jones, accablé de difficultés à la suite de sa paresse, s'est mis à boire et à fréquenter des personnes peu recommandables.
Un jour, Jones prolonge fort tard ses libations, et dès son retour la nuit, entreprend sa ronde quotidienne de la ferme. Complètement ivre, il insulte quelques-uns des animaux et lance une bouteille sur la chienne, qui s'écartait pourtant de son chemin, avant d'entrer chez lui se coucher. Une fois leur maître violent et stupide endormi, les animaux vont dans la grange où il est convenu à l'unanimité qu'un meeting se tiendrait, réunion secrète présidée par le Vieux Major (Old Major en VO), un cochon de concours plusieurs fois primé, d'une très grande sagesse. Plus malin que les autres et désireux d’être les premiers, les porcs s'y rendent les premiers, ils sont suivis de Hercule (Boxer en VO), un cheval grand et fort, et son fidèle ami, Benjamin, un âne, puis de tous les animaux, des vaches, des poules, des oies, des moutons, des pigeons, une jument et une chèvre (respectivement Douce (Clover en VO) et Edmée (Muriel en VO mais non-nommées).
Sentant sa fin prochaine, Vieux Major souhaite laisser un message aux autres avant qu'il ne soit trop tard, les animaux s'installent comme ils le peuvent, Hercule pose sur unes de ses pattes un caneton cherchant une place, les porcs occupant les premières places avec la chienne. Parmi eux se trouve Boule de Suif (Snowball en VO), un cochon blanc vif d'esprit, César (Napoleon en VO), un porc au tempérament dur, et Mouchard (Squealer en VO), un porc aux joues rebondies et  bon orateur. Finalement, la réunion commence lorsque arrive le chat. Durant son discours, Vieux Major rappelle aux animaux que le fruit de leur labeur est pris, voire volé au profit de Jones, dont les œufs des poules, que les jeunes sont voués à la misère et que le sort que l'avenir réserve à certains est peu enviable, voire pire, sans jouir des avantages de la vieillesse. Il leur dit qu'ils ne méritent pas ce traitement et que leur ferme est riche mais que Jones ne leur laissera pas leur part, et leur enjoint de renverser ce dernier pour qu'ils deviennent riches et libres, le temps, selon lui, étant maintenant de la révolte. Les animaux approuvent ses dires et Vieux Major rappelle cependant qu'il ne faudra pas renouveler les erreurs de leur maître. Il dit que tous les animaux sont frères, ainsi, petit ou grand, futé ou naïf, et que surtout, « Tous les animaux sont égaux », puis leur fait chanter l’hymne symbolisant leur union. Malheureusement, en voulant chanter, Vieux Major fait une attaque et meurt sur le coup, les animaux pleurent et réveillent Jones qui utilise son fusil pour disperser les animaux.
Le lendemain matin, voyant leur situation qu'ils estiment intolérable et devançant les prédictions du défunt porc, les animaux, menés par Boule de Suif, défoncent la porte de la réserve et entrent manger la nourriture qui s'y trouve. Le bruit réveille Jones qui advint armé d'un fouet, les animaux, prit de rage, lui font face et, devant cette résistance inattendu, Jones s'enfuit de la ferme. Il va à la taverne du village voisin et obtint l'aide des autres fermiers pour remettre les animaux à leur place. Voyant l'attaque prochaine, Boule de Suif coordonne la tactique de défense, les animaux vont se cacher. Dès les assaillants en vue, les oies attaquent avant de se replier, une fois arrivés à la ferme, les animaux assainissent les ennemis, Boule de Suif charge sur Jones, qui lui tire dessus, avant d’être bousculer par Hercule, qui l’empêche de se servir de son fusil, et se fait percuter par Boule de Suif, qui, bien que blessé, le met à terre. Les fermiers sont repoussés et les animaux deviennent les nouveaux maîtres de la ferme, cependant, la chienne a été tuée, laissant orphelins ses chiots. Les animaux brûlent les outils de torture tout en chantant l'hymne avant d'entrer dans la maison de Jones, Boule de Suif en premier. Les animaux visitent les pièces et César goûte à de la confiture et voit les chiots. En sortant, les animaux jugent l'habitation peu convenable pour eux, sauf César qui récupère secrètement les chiots et les place dans une remise. La ferme est renommée Animalville (Animal Farm dans la version originale) et inscrit sur un mur les lois qu'ils ont eux-mêmes choisies :
- Aucun animal dans un lit ne dormira
- Aucun animal alcool ne boira
- Vive les quadrupèdes, à bas les bipèdes (les poules se fâchent mais Mouchard leur dit que les ailes comptent pour des pattes)
- Jamais animal animal ne tuera
- Tous les animaux sont égaux

Le temps passe, les animaux vont travailler aux champs, les porcs réglant les problèmes que l'organisation de la ferme impose, grâce à leur intelligence. Sous le commandement de Boule de Suif, les animaux travaillent de façon organisée, et leurs efforts couronnés de succès, cependant à l'insu de tous, César et son acolyte Mouchard en profitent pour boire le lait des vaches. La ferme retrouve ainsi sa prospérité d'antan durant le premier été de liberté. De loin, Jones voit les animaux réussir mieux que lui et retourne à la taverne du village.
Les récolte faites, les animaux pensent maintenant à l'avenir de leur communauté, au cours d'une réunion, dont l'initiative vint encore naturellement des porcs, Boule de Suif annonce que, en vue de leur réussite, que la nouvelle de leur action soit répandue pour que leurs congénères des autres fermes se rebellent à leur tour. Les pigeons vont apporter le message mais ne rencontrent qu'indifférence et ironie, les autres animaux étant déjà content de leur sort ou ayant tout simplement peur du moindre changement. Mais ceux croulant sous le joug des fermiers comme Jones se laissent aisément convaincre.
Chez les humains, cela s'agite aussi, en effet, la rébellion d'animaux stupide provoque une indignation, les langues vont de bon train mais personnes n'agit, Jones et ses compères ont beau se concerter, ils ne savent pas quoi faire. Pendant ce temps, à la ferme, Boule de Suif rend obligatoire l'instruction mais certains animaux se révèlent être de piètres élèves. En outre, la ferme étant confrontée à un problème d'énergie, Boule de Suif s'y attaque sans délai, surveillé par César, qui, dans l'ombre, élève les chiots à ses propres fins.
L'hiver rigoureux advint et les animaux croulent sous le froid et la disette, Boule de Suif termine ses plans, sans savoir qu'il est espionné par César, et rassemble les animaux et leur fait part de sa solution : pourvoir à la construction d'un moulin, qui fournira ainsi la ferme en électricité, allégeant les difficultés des animaux sur de nombreux point, notamment la chaleur. Bien qu’avouant le fait qu'il faudra travailler dur et restreindre les rations, Boule de Suif obtient l'approbation de tous, sauf de César qui répète que ceci est mensonge avant d’appeler les chiots, devenu d'effrayants molosses, qui se jettent sur Boule de Suif. Ce dernier s'enfuit et bien que quittant la ferme, est tué dans un coin de forêt. Les molosses rentrent, l'un d'eux annonce qu'ils ont fait le travail à César, qui annonce alors aux autres animaux que Boule de Suif était un traître complotant le retour de Jones (ce qui est évidemment faux), s’autoproclame chef et que dorénavant, c'est lui qui prendra les décisions, avant d'ajouter qu'ils construiront le moulin selon les plans qu'il dit être les siens. Les animaux entament ainsi la construction du moulin, avançant notamment grâce à la force d’Hercule, plus fort que tous les autres animaux, les journées sont longues et éreintantes, les animaux étant sous la supervision des porcs, de plus, les travailleurs ont des pitances réduites tandis que les porcs, les intellects, ne manquent de rien.
Le printemps revient et les travaux avancent. Prêt à tous les sacrifices, Hercule et Benjamin font des heures de travail supplémentaires lorsque la journée est terminée, durant toute l'année. Un soir cependant, en rentrant tard, ils surprennent les porcs entrer dans l'ancienne maison de Jones et s'y installer, César dormant dans le lit de Jones. Le bruit de cette nouvelle court rapidement et les animaux ont la souvenance que la première lois interdit l'usage des lits, mais cette dernière spécifie désormais en plus « un lit avec des draps ». La législation d'Animalville connait un autre remaniement, en effet, alors que Jones et ses compères se réjouissent des difficultés qui mettent en péril la ferme, un rusé trafiquant nommer Whymper, décide de tirer parti de la situation. Il se rend à la ferme, et, voyant les pots de confiture dont il a épuisé les réserves, César s'entretient avec Whymper et s'associe à lui. Whymper repart la nuit en emportant des œufs et Mouchard explique aux animaux, que soi-disant' soucieux de l'avenir de la ferme, César a décidé de renouer avec le monde extérieur et non pour faire profit, ce qui est contraire à leurs principes, il ajoute que c'est aux poules d'avoir l'honneur du premier sacrifice en donnant tous les œufs. Cependant, les poules ne sont pas d'accord, se souvenant des paroles de Vieux Major, les œufs sont de leur propriété. Le soir même, des poules piègent César et les autres porcs en leur tendant une embuscade en leur jetant leurs œufs sur eux, César appelle alors ses molosses pour arrêter les poules, sous les yeux des autres animaux, le chat est tué lors de l'opération. Le lendemain, les poules incriminées passent en jugement, durant lequel César affirme qu’elles sont des traîtres ayant pactisé avec l'ennemi et ordonne que les possibles « autres traîtres » se confessent, un mouton et une oie se dévoilent et César ordonne leur exécution par ses molosses. Après cela, la loi stipulant qu'aucun animal ne tuera un autre animal est modifiée avec le sang des victimes, spécifiant « sans raison valable ». Après cela, César interdit le chant de l'hymne, prétextant que la révolution faite, il n'a plus raison d’être, sous peine de mort.
Ainsi, le commerce entre César et Whymper se développe de jour en jour, et Whymper fait beaucoup de bénéfice, ce qui rend envieux et jaloux les fermiers, qui devant la situation, décident que la « plaisanterie » a assez duré et s'en vont reprendre d'assaut la ferme, sans Jones, lui faisant comprendre que son temps est révolu. Les fermiers s'arment et les pigeons préviennent de l'offensive. Ainsi, bien que s'étant minutieusement préparé et ayant tendu un piège aux agresseurs, la bataille est violente et meurtrière, les fermiers ayant cette fois tous des fusils, les seuls à ne pas participer au combat sont César et Mouchard (qui se saoule durant la bataille), les molosses interviennent en renforts. Finalement, les envahisseurs sont mis en fuite au prix de nombreuses vies animales et César s'auto-décore d'une médaille, mais la victoire est de courte durée car Jones a, à l'insu de tous, pris de la dynamite et entré dans le moulin, allumé les explosifs et, ivre, resté à l'intérieur, s'explosant avec le moulin.
Alors que l’hiver est de nouveau là, les animaux entreprennent la reconstruction du moulin, Hercule et Benjamin travaillant comme ils le firent la première fois, toutefois, depuis la dernière bataille, Hercule est blessé à l’une de ses pattes, les porcs, quant à eux, restent confortablement au chaud dans la maison de Jones, n’ayant plus besoin de surveiller les travaux. Le printemps revient, voyant l’arrivée d’une nouvelle génération de porcs dont César est le père, en outre, loin de guérir, la blessure d’Hercule s’envenime, ainsi, lors d’un orage, à bout de force, Hercule lâche une corde qui retenait un bloc de pierre qui tombe sur lui, Benjamin, qui a tenté d’éviter l’accident, prévint les autres animaux. Hercule survit et alors que César et Mouchard statuent sur la situation, Benjamin est au petit soin pour lui et lui promet désormais une retraite bien méritée. Mais le lendemain, alors que les travaux, n’avançant guère maintenant reprennent, une camionnette fait irruption dans la ferme et Benjamin comprend qu’il ne s’agit pas de l’ambulance promise par César, il va chercher les autres au chantier mais ils reviennent trop tard, Hercule est embarqué dans le véhicule de l'équarrisseur (appartenant à Whymper, avec le W en logo), qui s’en va. Benjamin et les autres animaux essaient de le rattraper et Hercule se débat mais rien ne fait, Hercule est emmené vers son funèbre destin. Au même moment, une caisse d’alcool est livrée aux porcs au moment même où les animaux rentrent, Mouchard essaie de leur faire croire que Hercule était mort, qu’il était à ses côtés et que cette histoire équarrisseur est fausse, disant que César ne ferait jamais ça et demande que l’on l’acclame. Cependant, sachant la vérité, ayant vu la scène, les animaux ne disent rien et Mouchard ne reçoit que des braiments de colère de Benjamin, César envoie ses molosses faire disperser les animaux. Le soir, César et les autres porcs boivent en souvenir d’Hercule, l’alcool qu’ils ont reçu étant le prix de sa dépouille.
Les années passent, désormais, le moulin commémore le courage, la foi, le sacrifice des animaux mais la révolution des animaux n’est plus qu’un vague souvenir. Animalville continuant à s’enrichir sans que les animaux participent à la prospérité générale, sauf, bien entendu, désormais les porcs avec César à leur tête, l’entreprise qu’ils gèrent maintenant, offrant plus d’une ressemblance avec la société humaine. Un jour, des porcs venant de régions lointaines vinrent en délégation à la ferme pour la naissance d’une « ère nouvelle ». Benjamin, devenu vieux, assiste par curiosité à la cérémonie qui s’ensuit et, lorsque les porcs, portant des vêtements et marchant sur deux pattes, se retirent, Benjamin et les autres animaux découvrent qu’il ne reste plus qu’une loi sur le mur, disant : « Tous les animaux sont égaux mais certains sont plus égaux que les autres ».
Les pigeons font savoir la nouvelle de ce changement aux autres fermes, soulevant l’indignation chez les autres animaux, qui se rendent derechef à Animalville, frappés de stupeur et de rage, afin d’y soutenir la cause commune. Le soir même, alors que tous sont rassemblés dehors, Benjamin regarde par la fenêtre et écoute le discours de César aux autres porcs, dans lequel il dit que leurs « frères inférieurs » travaillent beaucoup plus et mangent beaucoup moins pour un rendement meilleur dans l’ordre et la discipline, et enjoint aux porcs délégués de faire la même chose chez eux et trinque à la gloire d’Animalville et aux jours prochains où toutes les fermes seront gouvernées par des porcs. Benjamin voit alors les porcs sous les traits de Jones, soit leur ancien maître. Comprenant et voyant qu’ils sont devenus comme lui avec les mêmes actions et leurs actes abusifs, inhumains et monstrueux, Benjamin rejoint les autres animaux pour les signaler de la situation.
Prenant conscience que leur monde, loin de devenir le meilleur des mondes comme ils l’espéraient, était devenu plus cruel que jamais pour le commun des bêtes, et qu’une fois de plus, ils devaient passer à l’action, les animaux, menés par Benjamin, chargent à pas sur les porcs. Voyant cela, César appelle ses molosses, mais tous se sont soûlés, et César et les autres cochons sont renversés et tués. Le film se termine avec Benjamin et les autres animaux après cela, la paix étant enfin revenue à la ferme.

## Personnages
Le film étant une adaptation du roman éponyme d'Orwell, il en reprend, à quelques exceptions près, les personnages et notamment les principaux. Cependant, pour une raison non explicitée, le nom de certains d'entre eux, bien qu'ayant un lien avec ces derniers, a été modifié dans la version française. Ainsi, le cheval Malabar (Boxer en VO), devient Hercule, Boule de Neige (Snowball en VO) devient Boule de Suif, Brille-Babil (Squealer en VO) devient Mouchard, Napoléon (Napoleon en VO) devient César (nom donné au personnage lors des premières traductions françaises) et Sage l'ancien (Old Major en VO) devient Vieux Major. Certains personnages, comme Douce (Clover) la jument, Edmée (Muriel) la chèvre blanche ou encore Moïse le corbeau, apparaissent sans toutefois être nommés.
- Vieux Major (Old Major) : un vieux cochon de concours plusieurs fois primé. D'une grande sagesse, il entraine les animaux à se rebeller contre Jones avant de mourir d'une attaque en voulant chanter l'hymne. Comme dans le roman, il représente Lénine et Karl Marx.
- César (Napoleon) : un cochon noir avec les pattes avant blanches, de race Berkshire, l’antagoniste du film. Méchant, dur, et sans pitié, il n'a que faire des lois et prend le contrôle de la ferme pour avantager les porcs pour leur seul profit. Il s’associe avec Whymper et vend Hercule à l’équarrisseur. Il est renversé et tué à la fin du film. Comme dans le roman, il représente Joseph Staline.
- Boule de Suif (Snowball) : un cochon blanc, premier chef de la ferme. Vif et intelligent et ayant une connaissance des tactiques de défense, il travaille pour l'amélioration de la vie de tous à la ferme. Il met au point des plans pour la construction d'un moulin, mais est tué par les molosses de César puis accusé d’être un traître. Comme dans le roman, il représente Léon Trotsky.
- Mouchard (Squealer) : un cochon rose aux joues rebondies, acolyte et second de César. Bon orateur, il maintient sous contrôle les autres animaux en leur faisant croire le contraire de ce qu'ils pensent. Il est renversé et tué à la fin du film, il représente Andreï Jdanov et Joseph Goebbels
- Hercule (Boxer) : un cheval de trait. Fort, musclé et gentil, prêt à tous les sacrifices, admiré de tous, il est blessé lors d'une bataille, puis a un accident pendant la reconstruction du moulin. Alors que méritant une paisible retraite, César le vend, en échange de vin, à l’équarrisseur, qui le tue.
- Benjamin : un âne, le meilleur ami d'Hercule, le suivant partout et l'aidant dans ses corvées. À la fin du film, devenu vieux, il voit César et les autres porcs sous les traits de Jones, mène les autres animaux contre eux, et les renverse.
- Jones : le propriétaire de la ferme au début du film. Alcoolique, violent et paresseux, il est chassé de la ferme par les animaux. Il essaie, sans succès, de reprendre la ferme, avec l'aide de ses voisins. Écarté du mouvement à un moment, il décide de se faire exploser avec le moulin lors de la deuxième bataille. Comme dans le roman, il représente le tsar Nicolas II.
- Whymper : un trafiquant rusé qui décide de profiter de la situation en s'associant avec César par un accord commercial lui donnant principalement de la confiture en échange des œufs. Ses bénéfices rendent jaloux les autres fermiers qui décident de reprendre la ferme.
- Les compères de Jones et les autres fermiers : les fermiers voisins de Jones, des gens peu fréquentables et recommandables. Les deux principaux sont un fermier assez enveloppé et petit, et l'autre possédant une ferme mal entretenue et qui mène la deuxième bataille. Ils aident Jones une première fois puis essaient de reprendre la ferme par eux-mêmes, sans succès.
- La chienne : une chienne, mère des molosses. Elle est tuée lors de la première bataille.
- Les molosses : les chiots de la chienne. Élevés par César, ils deviennent des molosses et sont à ses ordres. Ce sont eux qui tuent Boule de Suif et tous ceux qui se mettent en travers sur le chemin de César, mais se révèlent vite inefficaces du fait de leur ivresse liée à l'alcool.
- Douce : une jument blanche, seul autre cheval de la ferme, non nommée.
- 'Edmée : une chèvre blanche, non-nommée.
- Moïse : un corbeau qui apparaît lorsqu'un mauvais événement se déroule ou advient. Contrairement au roman, il est sauvage, non nommé.
- 'Le mouton noir : un mouton noir visible parmi les autres moutons, le seul de cette couleur.
- Le caneton : un caneton visible durant la première moitié du film. Petit, il est la source de quelque gags.
- Les pigeons : des pigeons. Ce sont les messagers et les sentinelles de la ferme.

## Fiche technique
- Titre : La Ferme des animaux
- Titre original : Animal Farm
- Réalisation : John Halas et Joy Batchelor
- Scénario : Joy Batchelor, John Halas, Borden Mace (en), Joseph Bryan (en), Lothar Wolff (en), d'après le roman de George Orwell
- Production : Louis De Rochemont pour Halas and Batchelor Cartoon Films
- Musique : Mátyás Seiber
- Durée : 73 minutes
- Format : couleur (Technicolor) ; 35 mm
- Date de sortie : 29 décembre 1954 à New York : 19 septembre 2012 (France)
- Date de sortie DVD :  France 16 novembre 2004 (location) ; 27 octobre 2005 (vente)

## Distribution (voix)
- Maurice Denham : les animaux (les porcs)
- Gordon Heath (en) : le narrateur

## Différence avec le roman original
Bien que le scénario du film reste fidèle à celui du roman, bien qu’atténuant sa virulence, certains passages et détails importants du roman sont absents ou modifiés dans le film, parmi lesquels :
- Dans le film, Vieux Majors meurt sur le coup d'une attaque durant la réunion alors qu'il meurt paisiblement de vieillesse trois jours plus tard dans le roman.
- Dans le film, Boule de Suif est tué par les molosses dans les bois à l'extérieur de la ferme alors qu'il survit en quittant la ferme pour ne plus donner signe de vie par la suite dans le roman. Dans le roman, il est accusé de crimes comme la destruction du moulin et sert de bouc émissaire, les animaux jugés de crimes sont considérés comme ses partisans, alors que dans le film, étant donné que le personnage meurt, les accusations ne sont pas reprises et les animaux sont jugés traîtres et non partisans.
- Dans le film, le moulin n'est détruit qu'une fois alors qu'il est détruit deux fois dans le roman, une fois par l'orage (mis sur la tète de Boule de Suif) et une fois par les fermiers. Dans le film, aussi, c'est Jones seul qui explose le moulin à la dynamite alors qu'il n'est pas présent lors de la seconde bataille dans le roman.
- Dans le film, Jones meurt dans l'explosion du moulin alors qu'il meurt ivre pensionnaire d'une maison de retraite dans le roman.
- Dans le film, Il n'y a qu'une jument, Douce (non-nommée), alors qu'il y en a deux dans le roman, la deuxième nommé Lubie. Par ailleurs, c'est cette jument qui est blanche. Il semble cependant que les deux personnages aient été fusionnés dans le film.
- Dans le film, il n'y a qu'un chien de base, alors que dans le roman, il y en a trois, Filou (Pincher en VO), Fleurs (Bluebell en VO) et Constance (Jessie en VO), les deux chiennes semblent aussi avoir été fusionnées dans le film.
- Dans le film, les personnages de Pilkington et de Frédéric n'apparaissent pas alors que ce sont des personnages importants dans le roman. Les deux compères de Jones semblent êtres ces personnages mais sont non-nommés.
- Dans le film, le personnage de Moise, le corbeau, apparaît mais est sauvage alors qu'il est apprivoisé dans le roman.
- La différence majeure entre le roman et l'adaptation est sa fin. Alors que dans le roman, ce dernier s’arrête après que les animaux ont vu les porcs boire et se disputer avec leur convives humains avec lequel ils se sont réconciliés, tout en les voyant sous des traits humains, dans le film, seul Benjamin assiste a cette scène et les porcs, seuls, se font renverser et tuer par lui et les autres animaux. Cette liberté fut voulue par les réalisateurs car, en retirant les invités humains, ils accentuèrent l'isolement des cochons comparé aux autres animaux, les menant à leur perte.

## Commentaire
La Grande-Bretagne produisait déjà des films d’animation, principalement des courts métrages à caractère éducatif, et le réalisateur d’origine hongroise John Halas avait lui-même réalisé un long métrage didactique pour la Marine, Handling Ships. Cependant La Ferme des animaux fera date dans l'Histoire comme le premier long métrage britannique d'animation distribué en salles. C’est aussi le premier dessin animé sérieux, non destiné aux enfants, alors que l’ensemble de la période est marqué par le succès des productions Disney, empreintes d’optimisme et de gaieté, telles Cendrillon (1950), Alice au pays des merveilles (1951) ou Peter Pan (1953).
Déçu par le communisme soviétique qu'il avait longtemps défendu, George Orwell dénonçait les méfaits du totalitarisme dans une fable amère. Moins de deux ans après sa mort, l'adaptation cinématographique de son roman fut envisagée à Hollywood, et sa veuve Sonia Brownell Blair donne son accord. L'influent Howard Hunt désigne pour le produire Louis de Rochemont (en), qui avait déjà lancé la très populaire émission télévisée, The March of Time (en). L'Angleterre est choisie pour des raisons budgétaires, sans doute aussi en raison de la chasse aux sorcières menée alors dans les milieux du cinéma dans une Amérique gagnée par le maccarthysme, voire pour des motifs personnels. La réputation de John Halas fait le reste.
Des recherches récentes ont montré que la production du film avait bénéficié de financements de la CIA à des fins de propagande dans le cadre de l'opération Mockingbird. La CIA a notamment suggéré une fin différente de celle du roman, lequel assimilait communisme et capitalisme. Les humains ne sont ainsi plus sensibles à la corruption dans cette version. Mais John Halas souhaitait lui aussi un dénouement plus optimiste, proche des enfants et du grand public. Vivien Halas, la fille du couple, pense que ses parents ignoraient que le projet et le financement venait de la CIA au moment des faits. Lorsque par la suite ils eurent connaissance de ces rumeurs, son père n'en aurait pas fait grand cas, alors que sa mère Joy Batchelor en aurait été affectée.
Le contrat est signé en novembre 1951 et la production s’achève en avril 1954. La Ferme des animaux sort d'abord à New York le 29 décembre 1954, puis à Londres en janvier 1955. Il n'est pas projeté à Paris — plus exactement à Aubervilliers — avant le début des années 1990, car jugé trop anti-communiste, selon les dires de Vivien Halas.
Le film, qui implique près de quatre-vingts personnes, est constitué de sept cent cinquante scènes et trois cent mille dessins, élaborés à partir de mille huit cents dessins de base. L’atmosphère sombre du film est bien rendue par les nuances foncées du technicolor, particulièrement pour les décors.
Dans la version anglaise tous les animaux sont doublés par un même acteur, Maurice Denham. Le narrateur est Gordon Heath (en). Quant à la version française, elle bénéficie de la participation de Jean-Claude Michel, voix française attitrée de Clint Eastwood ou de Sean Connery.
Les scènes de violence, explicites ou non, par exemple la mort tragique du cheval ou celle du chat, conduisirent le BBFC (British Board of Film Censors, devenu dans l’intervalle le British Board of Film Classification), à interdire le film aux moins de 18 ans, interdiction qui fut levée au bout de cinq ans.

## Distinctions
- Le film est nommé pour le British Academy Film Award du meilleur film d’animation en 1955[9], mais Blinkity Blank de Norman McLaren le devance.
- La revue professionnelle britannique Kinematograph Weekly (en) désigne le film comme meilleur dessin animé en 1955 (15 décembre 1955).

## Autour du film
En 1999, un téléfilm américain réalisé par John Stephenson, La Ferme des animaux, s’appuie à son tour sur le roman d'Orwell.
En 2004, le titre français de Home on the Range, La ferme se rebelle, s'autorise un clin d’œil, même si son contenu est différent.

## Sortie vidéo
La Ferme des animaux sort en DVD en édition limitée à 1000 exemplaires le 10 août 2020, édité par Malavida, avec un nouveau master restauré, des bonus inédits, un livret (20 pages) et une nouvelle jaquette dessinée.